# Nokia 6303 classic
Nokia 6303 classic — стільниковий телефон, створений Nokia в Угорщині. Nokia 6303 classic у вільному продажі з другого кварталу 2009 року.

## Характеристика

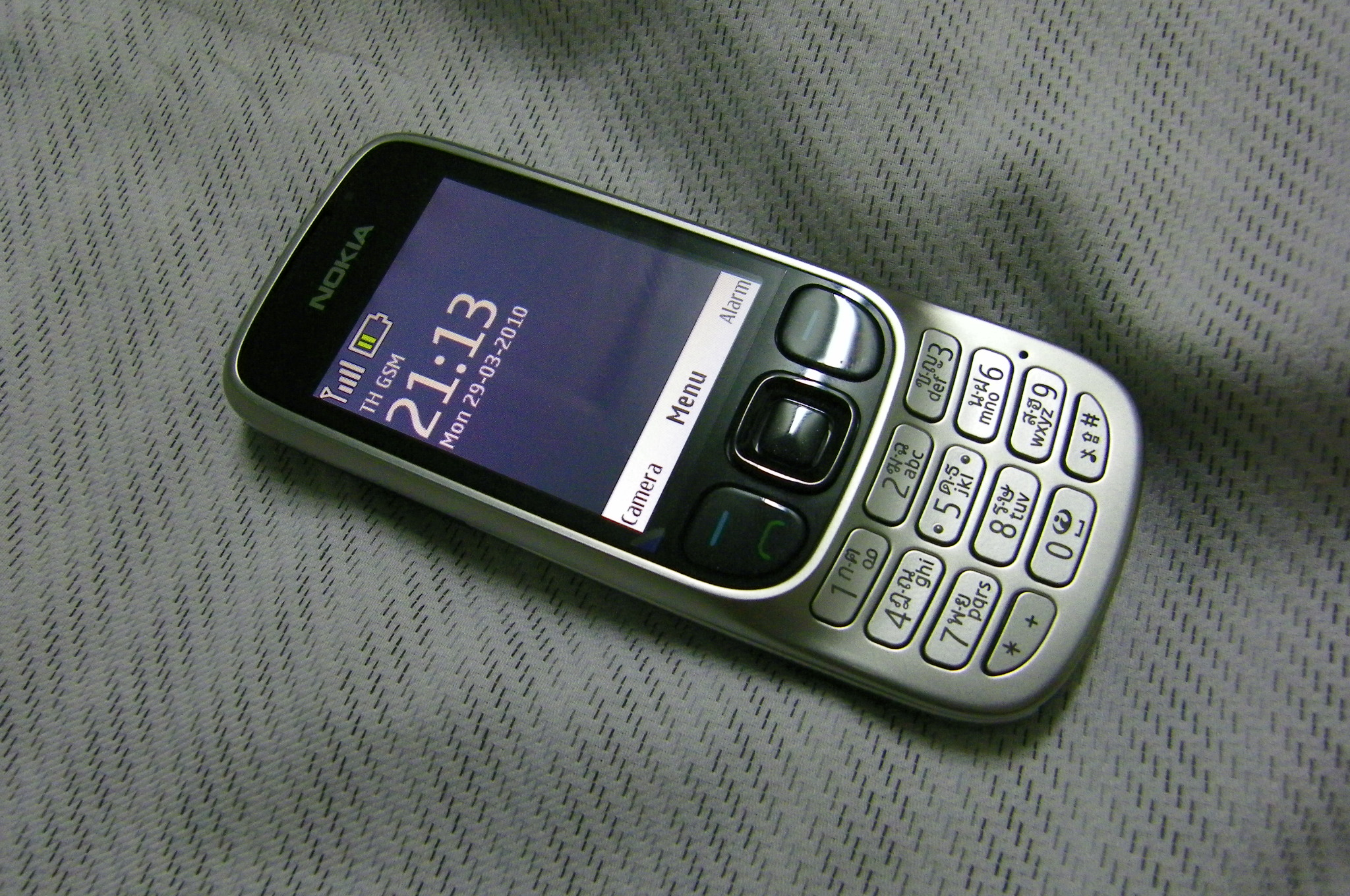
Телефон із включеним екраном.

Телефон заснований на колишніх моделях Nokia 6300 та Nokia 6700 classic і призначений для користувачів, яким потрібен надійний і стильний телефон, який використовується переважно для дзвінків і текстових повідомлень.
У телефона відсутні 3G, GPS і Wi-Fi, але він має EDGE, Bluetooth і 3,2-мегапіксельну камеру.
Апарат має розмір 108,8 x 46,2×11,7 мм і вагу 96 грамів. TFT-екран сприймає 16M кольорів, діагональ 2,2 дюйма з роздільною здатністю 240x320 пікселів. Акумулятор Li-Ion ємністю 1050 мАг, можна знімати, працює до 450 годин в режимі очікування і 7 годин під час виклику. Що стосується зв'язку, то цей телефон використовує мережу GSM.
Телефон підтримує карти пам'яті MicroSD до 64 Гб.